# Montagnol
Montagnol (okzitanisch: Montanhòl) ist ein Ort und eine südfranzösische Gemeinde mit 147 Einwohnern (Stand: 1. Januar 2022) im Département Aveyron in der Region Okzitanien (zuvor Midi-Pyrénées). Sie gehört zum Arrondissement Millau und zum Kanton Causses-Rougiers. Die Einwohner werden Montagnolois genannt.

## Lage
Montagnol liegt etwa 47 Kilometer ostsüdöstlich von Albi im Südwesten der historischen Provinz Rouergue. Umgeben wird Montagnol von den Nachbargemeinden Marnhagues-et-Latour im Norden, Saint-Maurice-de-Sorgues im Nordosten und Osten, Ceilhes-et-Rocozels im Osten und Südosten, Tauriac-de-Camarès im Süden, Fayet im Südwesten, Sylvanès im Westen sowie Saint-Félix-de-Sorgues im Nordwesten.

## Bevölkerungsentwicklung
| Jahr                       | 1962 | 1968 | 1975 | 1982 | 1990 | 1999 | 2006 | 2019 |
| Einwohner                  | 266  | 241  | 207  | 191  | 172  | 159  | 156  | 138  |
| Quellen: Cassini und INSEE |      |      |      |      |      |      |      |      |

## Sehenswürdigkeiten

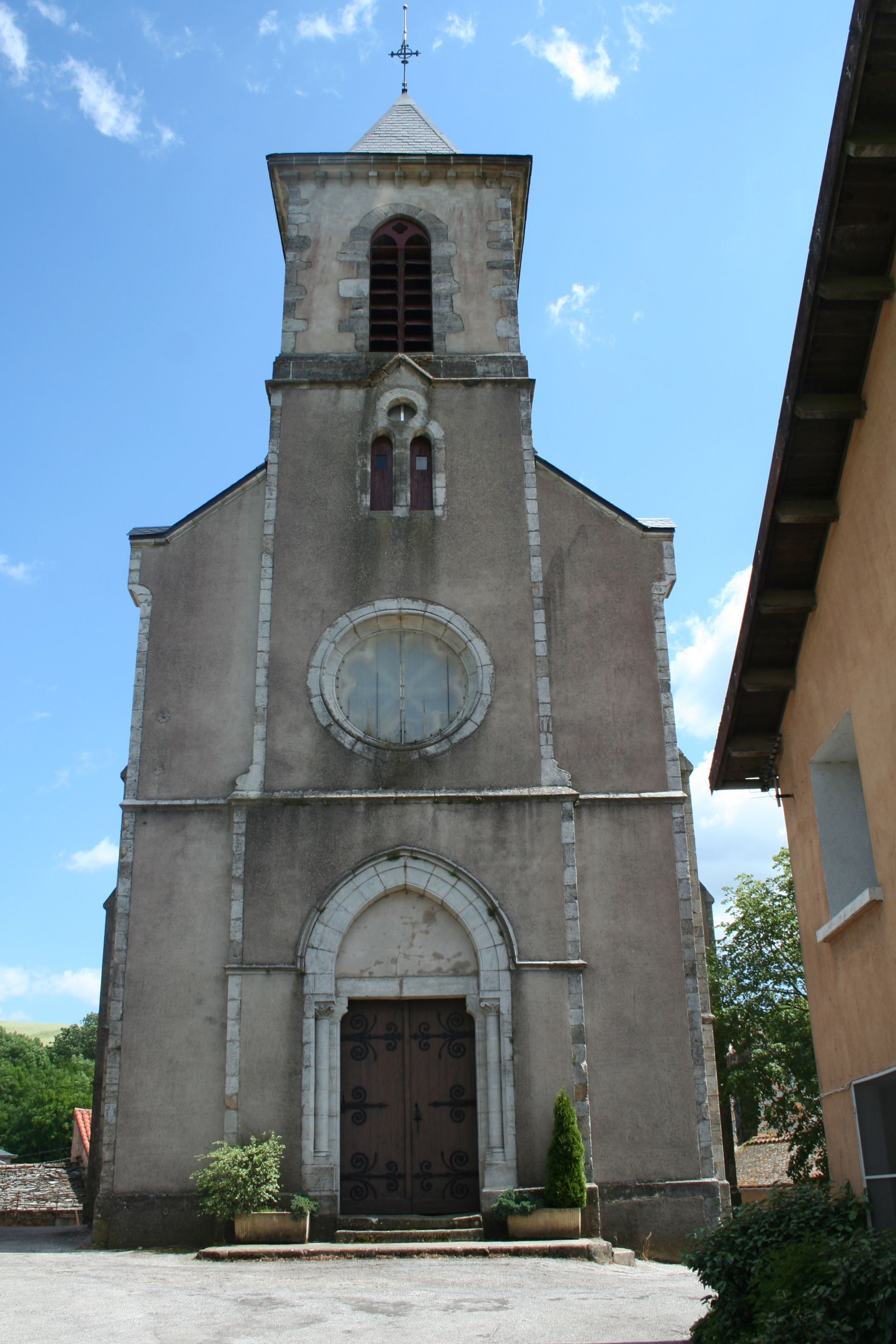
Kirche Saint-Martin
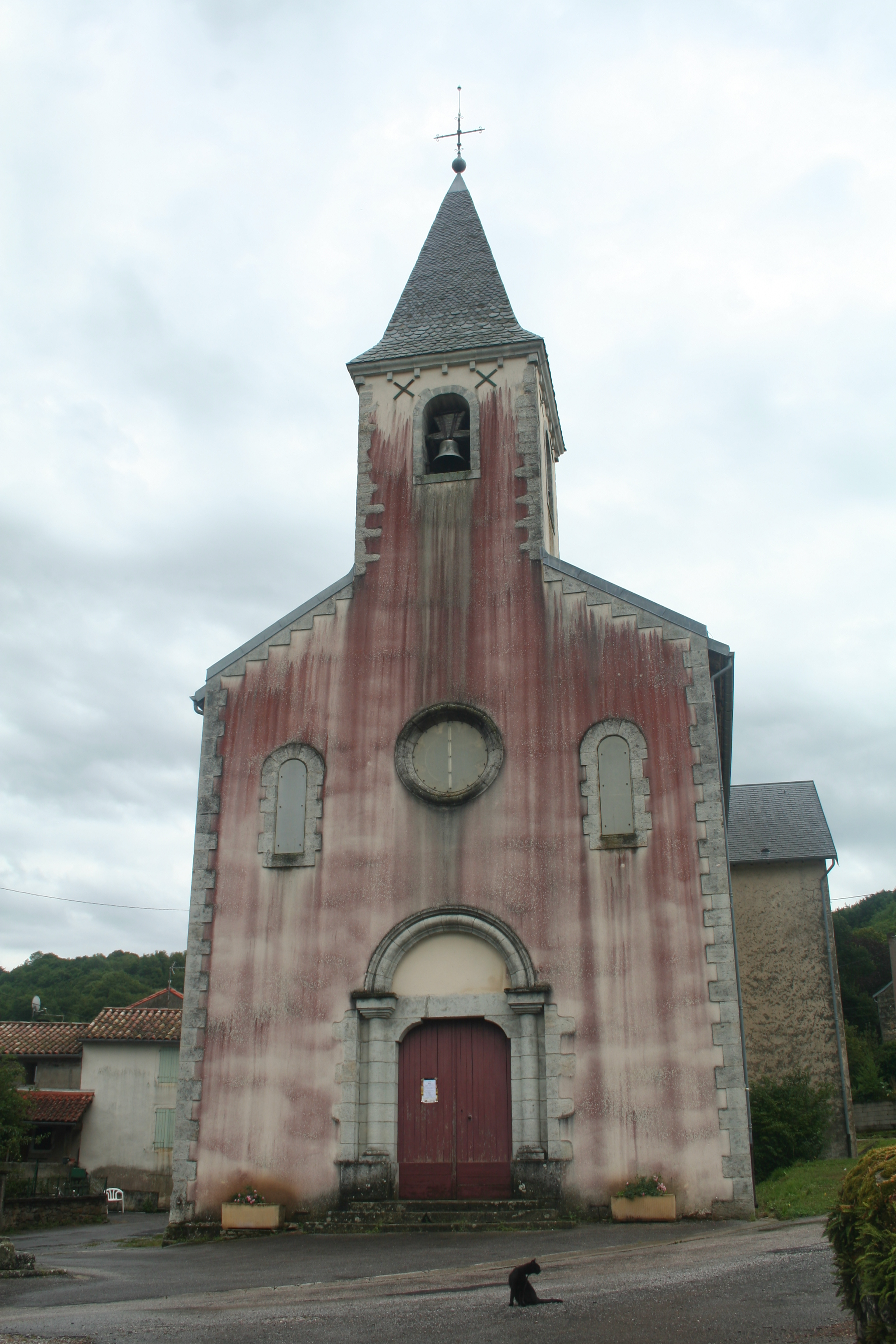
Kirche Saint-Amans

- Kirche Saint-Martin
- Kirche Saint-Amans